# Кормонс
Кормо̀нс (на италиански и на фриулски Cormons, на словенски, Krmin, Кърмин) е град и община в североизточна Италия, провинция Гориция, автономен регион Фриули-Венеция Джулия. Разположен е на 56 m надморска височина. Населението на града е 7720 души (към 2010 г.).